# Lluita als Jocs Olímpics d'estiu de 1968
Als Jocs Olímpics d'Estiu de 1968 celebrats a Ciutat de Mèxic (Mèxic) es disputaren 16 proves de lluita, totes elles en categoria masculina. Es realitzaren vuit proves en lluita lliure i vuit proves més en lluita grecoromana entre els dies 17 i 26 d'octubre de 1968 a la Pista de Gel d'Insurgentes.
Participaren 297 lluitadors de 46 comitès nacionals diferents.

## Resum de medalles

### Lluita grecoromana
| Prova   | Or              | Argent            | Bronze               |
| – 52 kg | Petar Kirov     | Vladimir Bakulin  | Miroslav Zeman       |
| – 57 kg | János Varga     | Ion Baciu         | Ivan Kochergin       |
| – 63 kg | Roman Rurua     | Hideo Fujimoto    | Simion Popescu       |
| – 70 kg | Muneji Munemura | Stevan Horvat     | Petros Galaktopoulos |
| – 78 kg | Rudolf Vesper   | Daniel Robin      | Károly Bajkó         |
| – 87 kg | Lothar Metz     | Valentin Oleynik  | Branislav Simić      |
| – 97 kg | Boyan Radev     | Nikolai Yakovenko | Nicolae Martinescu   |
| + 97 kg | István Kozma    | Anatoly Roshchin  | Petr Kment           |

### Lluita lliure
| Prova   | Or               | Argent             | Bronze                     |
| – 52 kg | Shigeo Nakata    | Richard Sanders    | Chimedbazaryn Damdinsharav |
| – 57 kg | Yojiro Uetake    | Donald Behm        | Aboutaleb Talebi           |
| – 63 kg | Masaaki Kaneko   | Enyu Todorov       | Shamseddin Seyed-Abbasi    |
| – 70 kg | Abdollah Movahed | Enyu Valchev       | Danzandarjaagiin Sereeter  |
| – 78 kg | Mahmut Atalay    | Daniel Robin       | Tömöriin Artag             |
| – 87 kg | Boris Gurevich   | Jigjidiin Mönkhbat | Prodan Gardzhev            |
| – 97 kg | Ahmet Ayık       | Shota Lomidze      | József Csatári             |
| + 97 kg | Alexander Medved | Osman Duraliev     | Wilfried Dietrich          |

## Medaller
| Posició | País           | Or | Argent | Bronze | Total |
| 1       | Japó           | 4  | 1      | 0      | 5     |
| 2       | Unió Soviètica | 3  | 5      | 1      | 8     |
| 3       | Bulgària       | 2  | 3      | 1      | 6     |
| 4       | Hongria        | 2  | 0      | 2      | 4     |
| 5       | RDA            | 2  | 0      | 0      | 2     |
| 5       | Turquia        | 2  | 0      | 0      | 2     |
| 7       | Iran           | 1  | 0      | 2      | 3     |
| 8       | França         | 0  | 2      | 0      | 2     |
| 8       | Estats Units   | 0  | 2      | 0      | 2     |
| 10      | Mongòlia       | 0  | 1      | 3      | 4     |
| 11      | Romania        | 0  | 1      | 2      | 3     |
| 12      | Iugoslàvia     | 0  | 1      | 1      | 2     |
| 13      | Txecoslovàquia | 0  | 0      | 2      | 2     |
| 14      | Grècia         | 0  | 0      | 1      | 1     |
| 14      | RFA            | 0  | 0      | 1      | 1     |